# Collège des Ingénieurs
Il Collège des Ingénieurs (noto anche con l'acronimo CDI) è una business school con sede principale a Parigi in Boulevard Saint-Germain e composto da campus in Francia, Italia e Germania. L'istituto si prefigge di fornire una formazione internazionale di eccellenza nei campi della Finanza e della Business Administration a giovani talenti con background principalmente ingegneristico, con il fine di sviluppare competenze e key skills necessarie per l'avanzamento a ruoli manageriali.
Fondata nel 1986 e con un occhio agli aspetti tecnologici, scientifici ed imprenditoriali, l'Istituto conferisce un titolo M.B.A. e, in partnership con l'università Paris VI, un titolo congiunto di Dottorato di Ricerca – M.B.A. in “Science & Management”. Inoltre la Scuola offre corsi di tipo Executive (Corporate Universities) e sviluppa il programma Copernic, un Master of Science in Management indirizzato a laureati dell'Europa Centrale e Orientale, in cooperazione con il Ministero degli Esteri francese, alcune “Grande école” e partner industriali.
L'elevato gradiente di internazionalità di cui si compone la formazione erogata dalla Scuola impone l'inglese quale propria lingua ufficiale; data comunque la distribuzione e diffusione dell'offerta formativa tra i vari campus europei, sono previste anche lezioni in lingua Francese, Tedesca ed Italiana.
Il Collège des Ingénieurs è interamente finanziato da privati. I candidati all'M.B.A. sono tenuti a sviluppare un progetto specifico (Mission) presso un'azienda partner. Tutti i programmi formativi erogati sono completamente gratuiti per i corsisti, al fine di garantirne l'accesso a tutti i profili a più elevato potenziale.

## Storia
Il Collège fu fondato nel 1986 da Mr Philippe Mahrer e da una Advisory Commettee guidata da Jean Peyrelevade e che annoverava membri quali i direttori delle principali grande école francesi (École Normale Supérieure ed École nationale des ponts et chaussées) e business leader.
I corsi M.B.A. ebbero inizio nel settembre dello stesso anno. In seguito, nel 1990, fu inaugurato il programma Copernic in cooperazione con Ministero degli Esteri francese, Institut d'Études Politiques de Paris, École des Mines de Paris ed École nationale des ponts et chaussées. Nel 1992 iniziarono inoltre i corsi di Diploma Attuariale. Seguirono presto altri programmi, quali il Master of Science in Applied Mathematics for Insurance nel 1993 in partnership con l'Università di Marne la Vallée, mentre il programma CDI-China fu inaugurato nel 1994.
Nel 1996 l'alumnus Knut Stannowski aprì la sede tedesca del CDI a Stoccarda, con il contributo delle istituzioni del Baden-Württemberg. L'espansione internazionale del Collège fu consolidata dall'inaugurazione di un'agenzia a San Gallo, in Svizzera, nel 2003 e di un ufficio a Monaco di Baviera nel 2008.
Nel 2009, per iniziativa di John Elkann, vicepresidente della Fondazione Giovanni Agnelli, congiuntamente con Marco Tronchetti Provera, presidente della Fondazione Pirelli e Riccardo Garrone, presidente della Fondazione Edoardo Garrone, viene fondata la Scuola di Alta Formazione al Management (SAFM) a Torino, completamente affiliata al Collège des Ingénieurs.

## Offerta formativa
Il Collège des Ingénieurs propone un innovativo full-time M.B.A. di dieci mesi accessibile dalle sedi di Parigi, Monaco di Baviera, Torino. L'unicità dell'M.B.A. del CDI, paragonato ai corsi tradizionali in Business Administration, risiede nell'essere completamente finanziato dalle aziende sponsor, con un'enfasi sulla metodologia Action learning. Tutti i candidati ammessi ricevono una borsa di studio che copre i costi di ammissione ai corsi e le spese base di mantenimento. Dato il limitato numero di ammissioni, il programma è rinomato per la sua elevatissima selettività. Inoltre il programma, di forte natura internazionale, prevede sessioni di corsi a Parigi, Monaco, Torino e Ittingen (CH).
Ogni candidato è tenuto a lavorare per 6 mesi su progetti strategici presso le aziende sponsor, conosciute come Mission, quali parti integranti dell'esperienza M.B.A. in quanto offre ai giovani talenti un'opportunità per mettere in pratica e testare le nuove competenze in fase di acquisizione, in un ambiente aziendale reale. Per migliorare il processo di apprendimento, sessioni accademiche settimanali sono alternate a periodi presso le aziende sponsor, e i candidati sono tenuti a produrre report mensili relativi alla loro mission aziendale.
Il curriculum accademico prevede corsi di accounting, strategy, marketing, entrepreneurship, innovation management, operations, corporate finance, business ethics, investments, leadership e human resources management, sviluppo delle soft skills e coaching nello sviluppo di un progetto di crescita professionale.
Inoltre durante l'anno sono organizzate diverse lectiones magistrales tenute da CEO di primarie realtà aziendali internazionali ed esperti dal mondo industriale su materie quali management, innovazione ed imprenditoria, economia e mercati.

## Ammissione
Come il nome della Scuola suggerisce, la maggior parte del corpo studente ha un background caratterizzato da studi ingegneristici; tuttavia nelle passate edizioni sono stati ammessi anche laureati in matematica, fisica, scienze naturali ed economia.
Il processo di selezione è improntato sulla valutazione delle capacità di leadership, sulla motivazione del candidato e sull'eccellenza del curriculum accademico in campo ingegneristico o scientifico (Laurea Specialistica, Dottorato di Ricerca o equivalenti).
I candidati dell'M.B.A. del CDI provengono da tutto il mondo, hanno frequentato le top schools durante i loro studi universitari e hanno background differenziati.
Le nazioni più rappresentate sono Francia, Germania, Italia, Spagna, Gran Bretagna, Svizzera, Austria, Stati Uniti, Canada, Cina, Corea del Sud, Giappone, India, Tunisia e Algeria.
In Germania il CDI ha instaurato uno stretto rapporto di collaborazioni con Studienstiftung des deutschen Volkes e  Stiftung der deutschen Wirtschaft sdw.

## Rapporti con l'industria
Il Collège des Ingénieurs vanta un forte network dei suoi Alumni, che risulta conseguentemente in un'ampia rete di rapporti con l'industria in quanto la maggior parte degli studenti delle passate edizioni ha raggiunto posizioni eminenti in primarie aziende. Tra le aziende in stretti rapporti con il Collège, ma l'elenco si amplia ad ogni edizione, si annoverano:
- Air Liquide
- Airbus
- Alcatel-Lucent
- ArcelorMittal
- Areva
- BMW
- Bouygues
- Boston Consulting Group
- CEA
- CNH
- Edison
- EDF
- ERG
- Exor
- Ferrari
- FIAT
- KAESER
- KUKA
- Lufthansa
- Johnson Controls
- Juventus FC
- La Stampa
- Magneti Marelli
- Michelin
- MTU
- Orange
- Pirelli
- Prysmian
- PSA Peugeot Citroën
- Renault
- Siemens
- SNCF
- Telecom Italia